# Westray (Gemeinde)

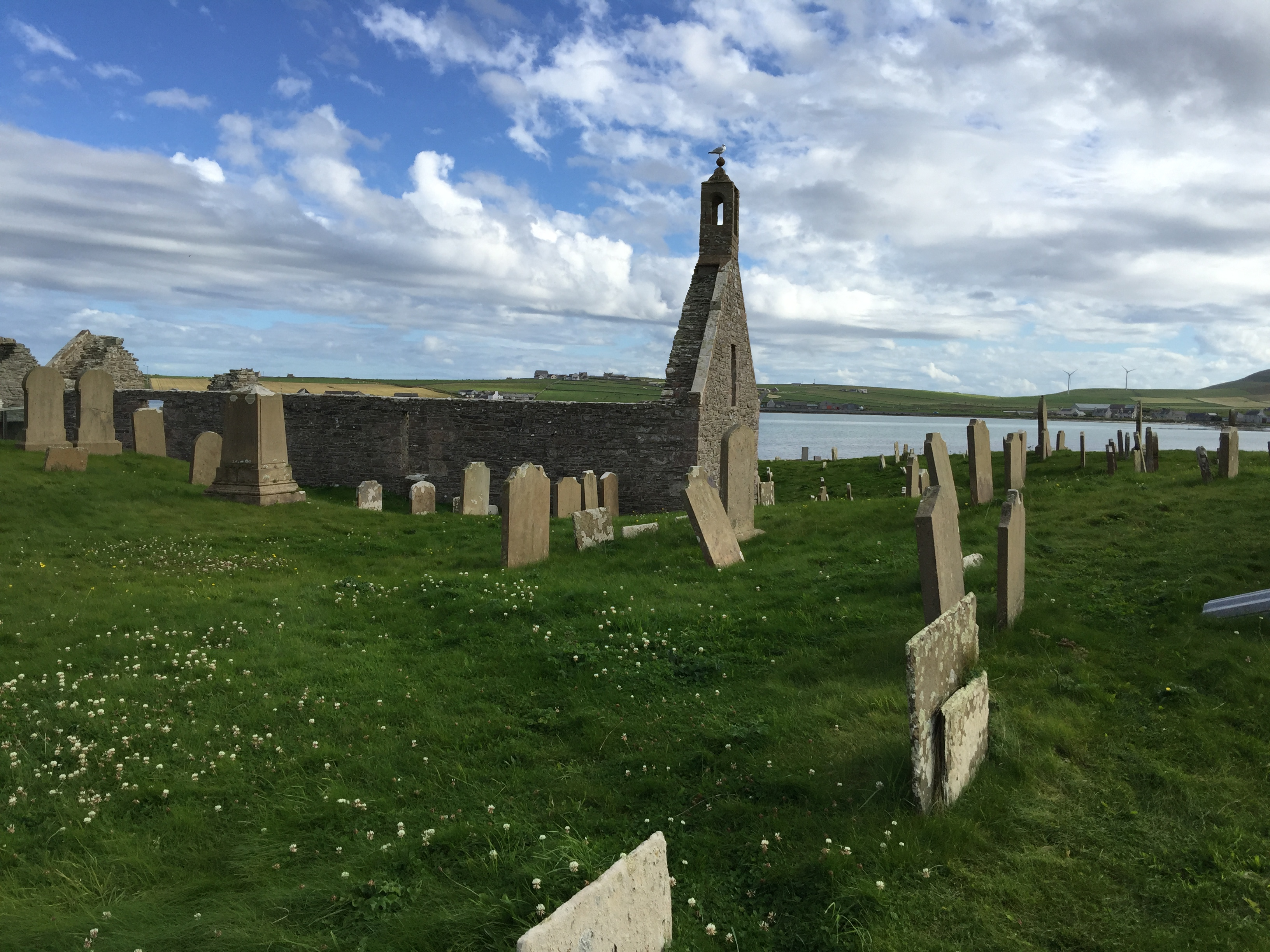
Kirche und Friedhof in Pierowall

Westray ist eine Gemeinde (Community Council Area) auf den Orkneyinseln im Norden von Schottland. Hervorgegangen ist sie aus einer historischen Verwaltungseinheit (Civil Parish), deren Gebiet im Wesentlichen die Insel Westray umfasst. Hinzu kommen Holm of Aikerness und Holm of Faray. Größere Orte auf Orkney sind Stromness, etwa 42 Kilometer entfernt im Südwesten, sowie Kirkwall, etwa 35 Kilometer entfernt im Süden. Unter den zugehörigen Ortschaften sind Braehead, Midbea und Pierowall.
Ende des 20. Jahrhunderts wurde das Civil Parish in eine Community Council Area umgewandelt. 